# L'Inconnue de Bangalore
L'Inconnue de Bangalore (Cut Like Wound) est un roman policier, écrit par Anita Nair, publié en 2012,.

## Résumé
Bangalore, la cosmopolite Silicon Valley indienne, s'apprête à célébrer en ce 1er août 2012, la première nuit du Ramadan qui prend fin le mois prochain à l'église basilique de Sainte-Marie. Cette même nuit, le quartier musulman de Shivaji Nagar brille de mille feux lorsqu'un jeune prostitué est attaqué et brûlé vif dans une ruelle sordide... Confiée à l'inspecteur Borei Gowda, quinquagénaire désabusé et alcoolique et à son jeune adjoint Santosh, l'affaire ne fait que commencer. Un nouveau meurtre similaire est bientôt perpétré, et les témoins évoquent la présence sur les lieux d'une créature d'une grande beauté. Une première piste ?